# Dana Bergstrom
Dana Michelle Bergstrom (Sydney, 1962) és una investigadora sènior de la Divisió Antàrtica Australiana, molt destacada pel seu treball en la identificació i mitigació dels riscos contra els ecosistemes antàrtics i subàrtics.

## Joventut i educació
Bergstrom va néixer a Sydney, Austràlia. Va anar a Hunters Hill High School i va realitzar els seus estudis universitaris a la Universitat Macquarie (Sydney). El seu postgrau també va ser la Universitat Macquarie, on va realitzar un màster. Bergstrom va viatjar a l'illa Macquarie el 1983 per fer els seus treballs de camp de màster, cosa que la va convertir en una de les primeres científiques en anar al sud amb programa australià de l'Antàrtida per a un treball de camp sostingut. Ella va continuar centrant-se a l'illa Macquarie, investigant la vegetació de l'Holocè per obtenir el seu doctorat el 1985. Abans de treballar a la divisió de l'Antàrtida, Bergstrom va ser professora superior en ecologia i botànica a la Universitat de Queensland.

## Carrera

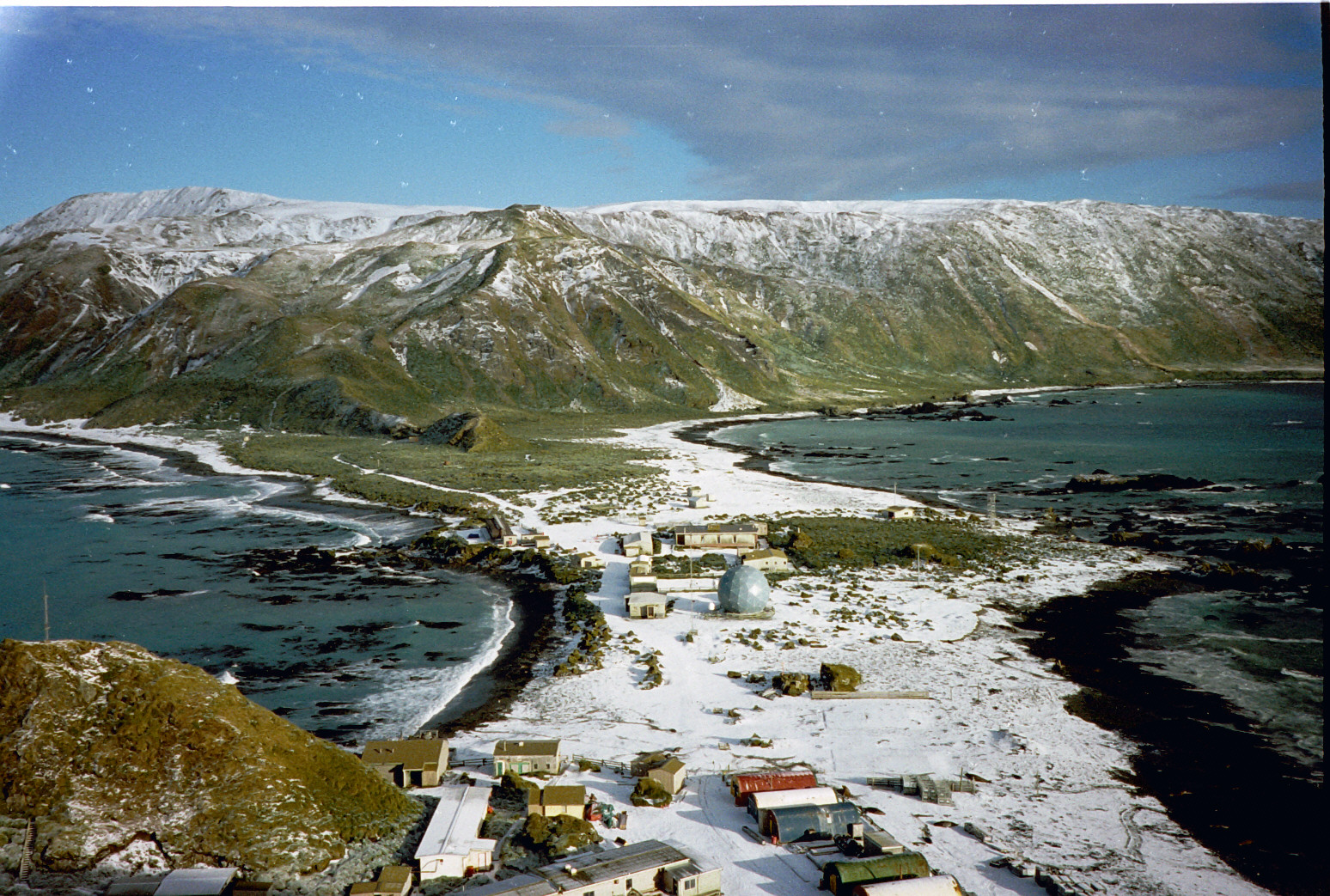
Estació de l'illa Macquarie, 1996

Bergstrom és una ecòlega aplicada a l'Antàrtida i una investigadora principal de la Divisió Antàrtica Australiana, on coordina investigacions terrestres i properes a la costa. Les seves investigacions se centren a identificar els riscos dels ecosistemes antàrtics i subàrtics i a trobar solucions per mitigar aquests riscos. Durant l'Any Polar Internacional va dirigit el programa Aliens in the Antarctica i ha exercit un paper de lideratge important en els programes SCAR Regional Sensitives to Climate Change (RISCC) i Evolution and Biodiversity en programes de l'Antàrtida. El projecte Aliens in Antarctica va suposar grans canvis en la manera en què la majoria de programes nacionals i els operadors turístics gestionen la bioseguretat a l'Antàrtida, especialment pel que fa a la neteja d'engranatges per evitar portar llavors a l'Antàrtida. Segons va dir Bergstrom, «la gent que transportava molt tenia moltes i moltes llavors. Realment eren amenaces substancials».
Bergstrom ha publicat àmpliament sobre la ciència antàrtica i és ben reconeguda per la seva tasca molt influent en el camp d'espècies invasores, per quantificar els efectes de l'erradicació del gat a l'illa Macquarie. i pel seu abundant treball sobre l'ecologia i les amenaces de les plantes antàrtiques i subàrtiques. Bergstrom també és una campiona de millorar els esforços de bioseguretat a l'Antàrtida (per exemple, el programa Aliens in the Antarctica). Va formar part de l'equip de disseny del Centre de càrrega i bioseguretat del Macquarie Wharf de Hobart (porta d'accés d'Austràlia a l'Antàrtida).
Bergstrom va ser la delegada australiana al Scientific Committee on Antarctic Research (Comitè Científic sobre Recerca Antàrtica) entre 2011 i 2015. Bergstrom ha estat la representant nacional australiana del SSG-LS (grup permanent SCAR - ciències de la vida). També va ser la presidenta del Comitè Nacional de Recerca Antàrtica de l'Acadèmia Australiana de Ciències (2011-2014), on va ser clau per fomentar el compromís amb diverses organitzacions nacionals i internacionals de l'Antàrtida. Bergstrom és activa en la prestació de mentoria i formació per a investigadors de carrera principiants.
Bergstrom inverteix molt en la divulgació científica de l'Antàrtida al públic en general, on promou la importància global dels ecosistemes antàrtics i la investigació a l'Antàrtida. Ha estat cridada en diverses ocasions per a entrevistes en premsa, televisió i ràdio. Bergstrom va fundar la Pure Antarctic Foundation, una organització sense ànim de lucre amb l'objectiu general de portar l'Antàrtida al món, a través d'una experiència cultural i científica immersiva. Va promoure els esforços per instal·lar exposicions subantàrtiques als jardins botànics de la Royal Hobart i als jardins botànics nacionals australians per tal que el públic pogués experimentar la flora única de les illes subantàrtiques remotes.
Bergstrom va ser l'autora del llibre Antàrtida, un nou musical, que es va estrenar l'octubre de 2016 al Teatre Reial de Hobart. L'espectacle tenia com a objectiu fomentar una estimació pels ecosistemes de l'Antàrtida.

## Obres seleccionades
- Bergstrom, Dana M.; et al. «Rapid collapse of a sub‐Antarctic alpine ecosystem: the role of climate and pathogens.» (en anglès). Journal of Applied Ecology, 52(3), 2015, pàg. 774–783.
- Bergstrom, Dana M.; et al. «"Indirect effects of invasive species removal devastate World Heritage Island.» (en anglès). Journal of Applied Ecology, 46(1), 2009, pàg. 73–81.
- Bergstrom, Dana M.; Frenot, Yves; et al. «Biological invasions in the Antarctic: extent, impacts and implications.» (en anglès). Biological reviews, 80(1), 2005, pàg. 45–72.
- Bergstrom, Dana M.; Chown, Steven L. «Life at the front: history, ecology and change on southern ocean islands.» (en anglès). Trends in Ecology & Evolution, 14(12), 1999, pàg. 472–477.